# Lin Shan
Shan Lin (Guangxi, 3 agosto 2001) è una tuffatrice cinese.

## Palmares
- Mondiali

Gwangju 2019: oro nella gara a squadre.
Budapest 2022: oro nel sincro 3m misto.
Fukuoka 2023: oro nel trampolino 1m e nel sincro 3m misto.
- Giochi mondiali militari

Wuhan 2019: oro nella gara a squadre e argento nella piattaforma 10m.